# 디노 (1987년)
디노(1987년 4월 17일 ~ )는 대한민국의 가수다. 2013년 싱글 《너를 보낸다》로 데뷔했다.

## 방송
- 히든싱어 4 (2015) - 임재범 편 3위

## 음반
- 너를 보낸다 (2013)
- 혹시 (2013)
- 후애 (後愛) (2016)